# Abrams-Village
Abram-Village est une communauté acadienne de l'Île-du-Prince-Édouard, au Canada. Au recensement de 2021, on y a dénombré une population de 340 habitants. 

## Histoire
Le nom du village dérive du nom originel Village des Abram. Les premiers colons qui s'y sont établis à compter de 1812 étaient Jean-Baptiste Arsenault et Madeleine Gallant ainsi que plusieurs de leurs enfants mariés. On appelait ce clan « les Abram » parce que Jean-Baptiste était le fils d'Abraham Arsenault dit le Petit. En anglais, on nommait le village « Abram Village ». Aujourd'hui, le nom du village se prononce « Abran-Village » en français.
Abram-Village accueillit la XXIIe finale des Jeux de l'Acadie en 2001.

## Chronologie
- « Abram Village (Sett.) » fut admis dans les Noms de lieux de l'IPE en 1925.
- Changé pour « Abram s Village (Sett.) » le 2 août 1944 (11L/5).
- Statut changé pour « Hameau » sur 1960 Gazetteer.
- Incorporée en tant que « Communauté » en 1974[2].

## Géographie
Abram-Village est situé au cœur de la région Évangéline qui comporte une forte concentration d'Acadiens.

## Démographie
| 2001 | 2006 | 2011 | 2016 | 2021 |
| ---- | ---- | ---- | ---- | ---- |
| 342  | 266  | 267  | 272  | 340  |

| Évolution des langues maternelles (en %) | Légende                                                         |
| ---------------------------------------- | --------------------------------------------------------------- |
|                                          | - Anglais - Français - Anglais et français - Autre(s) langue(s) |
| Sources,:                                |                                                                 |

## Personnalités liées
- Léonce Bernard (1943-2013), lieutenant-gouverneur de l'Île-du-Prince-Édouard de 2001 à 2006;
- Angèle Arsenault (1943-2014), auteure-compositrice-interprète;
- George Arsenault (1952-), folkloriste et historien;
- Joseph-Octave Arsenault (1828-1897), premier sénateur acadien de l'Île-du-Prince-Édouard;
- Aubin-Edmond Arsenault (1870-1968), premier ministre de l'Île-du-Prince-Édouard (1917-1919), juge de la Cour suprême de la province;
- Mère Évangéline Gallant, supérieure générale de la congrégation des Sœurs grises de Montréal (1935-1946).